# Cendrieux
Cendrieux korábbi község Franciaországban, Dordogne megyében. Lakosainak száma 584 fő (2018. január 1.). Cendrieux Sainte-Alvère-Saint-Laurent-les-Bâtons községgel határos.
2017. január 1-jén Sainte-Alvère-Saint-Laurent Les Bâtons községgel egyesült és az így létrejött Val de Louyre et Caudeau új község része lett.

## Népesség
A település népességének változása:
| Lakosok száma | 563  | 477  | 465  | 467  | 552  | 574  | 591  | 581  | 584  | 584  |
|               | 1968 | 1975 | 1982 | 1990 | 1999 | 2011 | 2013 | 2015 | 2017 | 2018 |